# Шарабино
Шарабино — деревня в Карамышевской волости Псковского района Псковской области России.
Расположена на правом берегу реки Черёха, в 22 км к востоку от села Карамышево и в 60 км к востоку от центра города Пскова.
Численность населения деревни по состоянию на 2000 год составляла 7 человек.
До 1 января  2010 года деревня входила в состав ныне упразднённой Выставской волости.